# 貴舍
貴舍，是臺灣嘉義縣布袋鎮的一個傳統地域名稱，位於該鎮最北端。相較於今日行政區，其範圍大致為貴舍里不含西南端及南部邊界地帶中段。

## 歷史
台灣日治初期，貴舍地區為一街庄（舊制街庄），稱為「貴舍庄」，隸屬於白鬚公潭堡。該庄昔日北邊西段與洲仔內庄、港墘庄為鄰，東北邊與崁後庄為鄰，東邊為龜仔港庄，南邊為樹林頭庄，西南邊為過溝庄，西邊為走賊宅庄、栗仔崙庄、中洲庄。
1901年（日治明治三十四年）11月11日，全台設置二十廳，該庄隸屬於鹽水港廳。1904年（明治三十七年）4月1日，該庄編入「南勢竹區」，隸屬於鹽水港廳。1909年（明治四十二年）10月25日，全台整併二十廳為十二廳，該區、庄改隸屬於嘉義廳。1910年（明治四十三年）1月18日，各區管轄區域調整，該庄仍隸屬於嘉義廳的「南勢竹區」。1920年（大正九年）10月1日，全台廢十二廳改設五州二廳，該庄改制為「貴舍」大字，隸屬於臺南州東石郡布袋庄（新制街庄）。
戰後布袋庄改制為布袋鄉，隸屬於臺南縣，大字亦改制為村。1948年（民國37年）10月18日，布袋鄉升格為布袋鎮，村亦改制為里。1950年（民國39年）10月25日，雲、嘉、南分治，布袋鎮改隸屬於嘉義縣。

## 聚落
本地區發展較早的聚落有半月、貴舍等，在日治期初期的官方地圖上已有記載。